# Max-Planck-Institut für Plasmaphysik

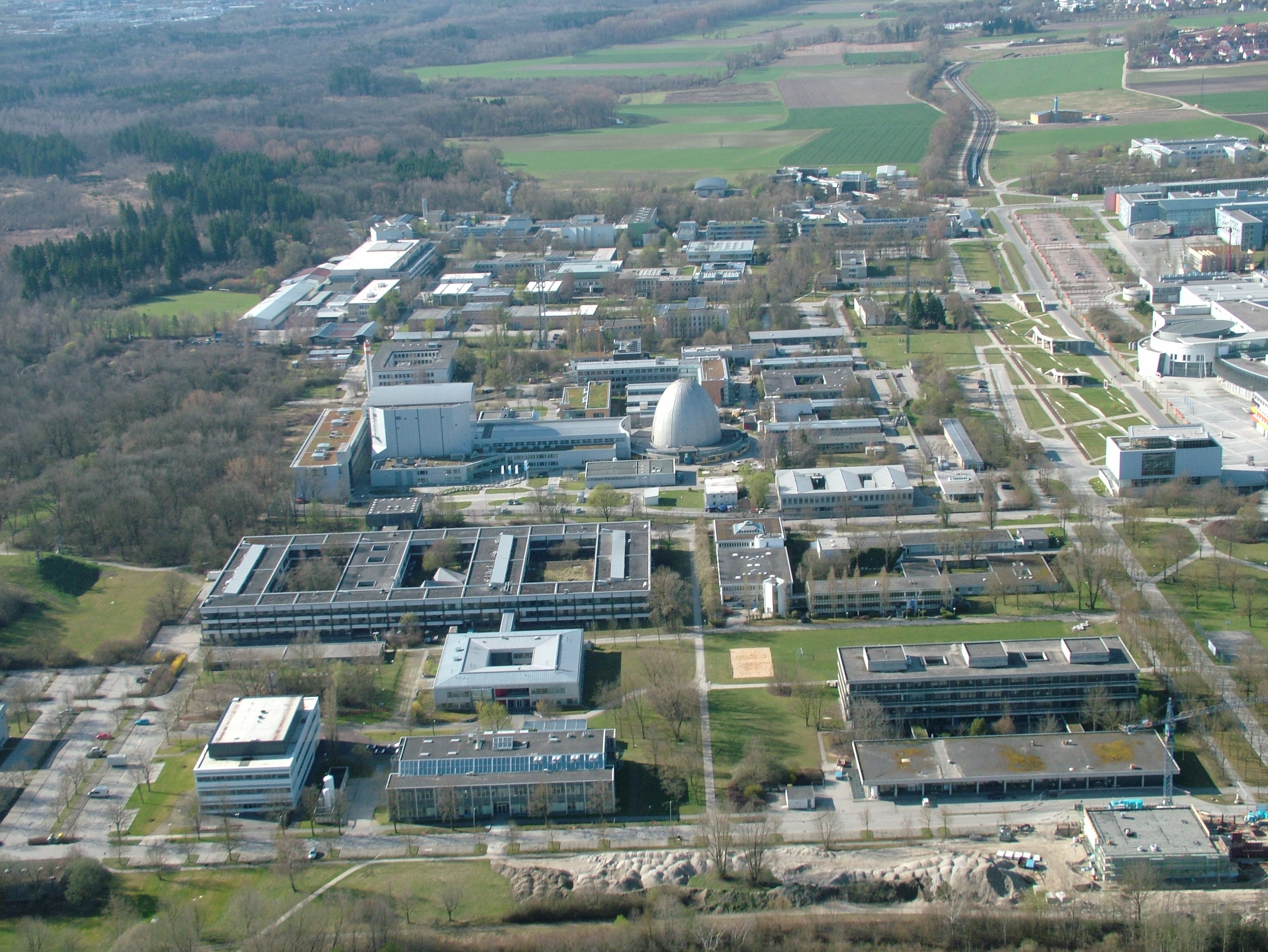
Luftaufnahme des Forschungsgelände TU-München Garching mit Sicht nach Süden. Das IPP ist in der Mitte oberhalb des eiförmigen Gebäude "Atomei" des Forschungsreaktors (FRM II) gelegen.

Das Max-Planck-Institut für Plasmaphysik (IPP nach dem Gründungsnamen Institut für Plasmaphysik) in Garching bei München und sein Teilinstitut in Greifswald widmen sich der Erforschung der physikalischen Grundlagen für ein Fusionskraftwerk. Das IPP ist ein Institut der Max-Planck-Gesellschaft zur Förderung der Wissenschaften. Gegründet wurde das IPP 1960 in Garching zunächst in der Rechtsform einer Gesellschaft mit beschränkter Haftung (GmbH), mit der Max-Planck-Gesellschaft und dem Physiker Werner Heisenberg als Gesellschafter. 1971 wurde das Institut dann in die Max-Planck-Gesellschaft eingegliedert. 1994 wurde das Teilinstitut Greifswald gegründet. Seit 1961 ist das IPP Teil des „Europäischen Fusionsforschungsprogramms“, das durch die Europäische Atomgemeinschaft (EURATOM) koordiniert wird. 1999 wurde das European Fusion Development Agreement unterzeichnet, dass die Zusammenarbeit zwischen EURATOM und Europäischer Kommission regelt (bis 2013). Seit 2014 ist das IPP Mitglied und Koordinator des Konsortiums EUROfusion, dem 30 Fusionsforschungszentren in 26 Ländern der Europäischen Union sowie der Schweiz und der Ukraine angehören. Das Budget des IPP umfasst für 2024 insgesamt rund 146,6 Millionen Euro, Finanzierungsträger sind die Bundesrepublik Deutschland (116,3 Millionen Euro), über EUROfusion die Europäische Union (15,6 Millionen Euro), sowie die Länder Bayern und Mecklenburg-Vorpommern (zusammen 12,4 Millionen Euro). Hinzu kommen Drittmittel (2,3 Millionen Euro).
Mit rund 1100 Mitarbeiterinnen und Mitarbeitern, davon etwa 700 in Garching und 400 in Greifswald, ist das IPP eines der größten Zentren für Fusionsforschung in Europa. Die zurzeit neun wissenschaftlichen Bereiche des Instituts untersuchen den Einschluss von Wasserstoff-Plasmen hoher Temperatur in Magnetfeldern, entwickeln Anlagen zur Plasmaheizung sowie Messverfahren zur Analyse der Plasmaeigenschaften, beschäftigen sich mit Plasmatheorie, Magnetfeldtechnik, Materialforschung, Plasma-Wand-Wechselwirkung und Datenerfassung und -verarbeitung sowie mit Systemstudien zur Fusion. Zum Institut gehören zudem zwei Nachwuchsgruppen. Zusammen mit der Technischen Universität München und der Universität Greifswald ist das Institut Träger der „International Helmholtz Graduate School for Plasma Physics“, einem Ausbildungsprogramm für Doktoranden auf dem Gebiet der Plasmaphysik. Wissenschaftliche Mitglieder und Direktoren waren Alexander Bradshaw und Friedrich Wagner.
Zu den wichtigsten Fusionsexperimenten in der Geschichte des IPP zählen unter anderem die Stellarator-Anlagen Wendelstein 2a (1968 bis 1974), Wendelstein 7-A (1976 bis 1985), und Wendelstein 7-AS (1988 bis 2002) sowie die Tokamak-Anlagen Pulsator (1973 bis 1979) und ASDEX (1980 bis 1990). Heute wird in Garching der Tokamak ASDEX Upgrade (seit 1991) betrieben; 2015 nahm im Teilinstitut Greifswald der Stellarator Wendelstein 7-X, die weltweit größte Fusionsanlage vom Typ Stellarator, den Betrieb auf. Das IPP beteiligt sich darüber hinaus wesentlich am wissenschaftlichen Betrieb des europäischen Gemeinschaftsexperiments Joint European Torus (JET) (seit 1983) im britischen Culham, der gegenwärtig größten Fusionsanlage weltweit. Zu den Planungen für den internationalen Testreaktor ITER (lateinisch für „der Weg“), dessen Bau 2009 begann, hat das IPP wesentliche Grundlagen beigetragen. Auch den Betrieb der Anlage wird das Institut wissenschaftlich begleiten. Vornehmlich für Ausbildungszwecke lief 2001 bis 2013 auch das Plasmaexperiment WEGA in Greifswald.

## Direktoren und Forschungsgebiete
Direktoren und ihre Hauptarbeitsgebiete am MPI für Plasmaphysik (an beiden Standorten) sind (Stand November 2024):
- Sibylle Günter, Tokamaktheorie
- Per Helander, Stellaratortheorie
- Ursel Fantz (kommissarisch), ITER-Technologie und -Diagnostik
- Frank Jenko, Tokamaktheorie
- Tim Happel, Plasmadynamik
- Thomas Klinger, Stellarator-Szenario-Entwicklung
- Rachael M. McDermott, Physik des Plasmarandes
- Eric Sonnendrücker, Numerische Methoden in der Plasmaphysik
- Ulrich Stroth, Tokamak: Rand- und Divertorphysik
- Robert Wolf, Stellarator-Optimierung
- Hartmut Zohm, Tokamak-Szenario-Entwicklung

## Frühere Direktoren (Auswahl)
- Thomas Sunn Pedersen
- Alexander Bradshaw
- Volker Dose
- Gerd Fußmann
- Friedrich Hertweck
- Michael Kaufmann
- Jürgen Küppers
- Klaus Pinkau
- Arnulf Schlüter
- Rolf Wilhelm
- Jürgen Nührenberg
- Friedrich Wagner

## Publikationen
Seit 1999 publiziert das Institut den Newsletter Energie-Perspektiven.